# Anlier (rivier)
De Anlier is een rivier in de Belgische provincie Luxemburg, die ontspringt in het woud van Anlier en te Habay-la-Vieille uitmondt in de Rulles op een hoogte van 370 meter.